# Груздев, Сергей Сергеевич
Сергей Сергеевич Груздев (19 июня [1 июля] 1864, Кинешма, Российская империя — 4 июля 1936, Прага, Чехословакия) — русский терапевт, физиолог, бактериолог, профессор.

## Биография
Родился 19 июня (1 июля) 1864 года в г. Кинешма Костромской губернии в многодетной семье с восемью детьми (две сестры и пять братьев). Отец, Сергей Иванович Груздев — священник Костромской Троицкой церкви; мать — Ольга Ивановна.
Окончил Костромское духовное училище в котором его отец был преподавателем; потом — Костромскую духовную семинарию. В 1883 году поступил учиться на физико-математический факультет Петербургского университета, а в 1884 году перевелся в Военно-медицинскую академию в Санкт-Петербурге. В 1888 году окончил академию и был оставлен на три года для усовершенствования. Работал ординатором пропедевтической терапевтической клиники профессора В. А. Манассеина. Ученик профессоров С. П. Боткина, В. А. Манассеина.
С 1889 года работал редактором еженедельника «Природа и люди». В 1890 году защитил диссертацию на тему: «Минеральный обмен при русской бане (Опыт экспериментальной разработки влияния бани на усвоение и обмен калия, натрия, кальция, магния и железа у здоровых людей)» и был удостоен степени доктора медицины .
В 1890—1892 годах проходил стажировку во Франции — в Парижском и Страсбургском университетах. По окончании стажировки с 1892 года работал судовым врачом на Балтийском флоте, был помощником, потом — исполняющим обязанности главного врача Николаевского морского госпиталя.
В 1904 году начал преподавательскую деятельность; сначала был приват-доцентом Военно-медицинской академии, занимаясь диагностикой внутренних болезней. С 1909 года — экстраординарный, с 1911 года — ординарный профессор кафедры патологии и терапии Харьковского университета. С 1913 года был заведующим кафедрой терапевтической клиники Новороссийского университета.
Участвовал в Первой мировой войне.
В 1919 году был уволен из Новороссийского университета новыми властями, дважды подвергался аресту. В 1920 году уехал в Болгарию и занялся в Софии частной врачебной практикой; работал консультантом в армейской больнице.
В 1923 году переехал в Чехословакию — в Братиславу и Брно. Работал заведующим медицинской секцией Брненского отделения Учебной коллегии Комитета, занимаясь вопросами учёбы в стране русских студентов. Избирался старостой русского православного братства, состоял в правлении Общества русских врачей в Чехословакии. С 1926 года жил в Праге, где в 1928 году редактировал сборник «Русская религиозная поэзия».
Скончался 4 июля 1936 года в Праге и был похоронен на Ольшанском кладбище в крипте (нижней церкви) пражского Успенского храма.

## Научные труды
Сергей Сергеевич Груздев — автор более 20 печатных трудов, включая:
- Труды русской, украинской и белорусской эмиграции, изданные в Чехословакии в 1918—1945 гг. — Прага, 1996. — Т. 1. Ч. 1. — С. 202.
- Минеральный обмен при русской бане: (Опыт экспериментальной разработки влияния бани на усвоение и обмен калия, натрия, кальция, магния и железа у здоровых людей). — СПб., 1890.
- Микроорганизмы пыли на волжских пароходах: Бактериологическое исследование. — СПб., 1891.